# İntizar
İntizar (* 24. November 1974 in Tunceli) ist eine türkische Musikerin kurdischer Herkunft. 

## Karriere
Als Siegerin eines Musikwettbewerbs in Izmir erhielt sie von Ferdi Tayfur das Angebot bei FerdiFon ein Album zu produzieren, dieses erschien 1998 unter dem Titel Gelincik, 400.000 Exemplare wurden verkauft. Mit 700.000 verkauften Exemplaren noch erfolgreicher wurde ihr zweites Album Gece Nemi. Es folgten weitere erfolgreiche Alben und der Wechsel zu Boğaziçi Müzik. 
Besonders zu erwähnen ist die Musik zur beliebten Fernsehserie Ihlamurlar Altında von Nail Yurtsever, die zunächst in ihrer Instrumentalversion bekannt wurde und zu der İntizar auf Einladung Text und Gesang beisteuerte.
Sie hat kurdische Wurzeln und ist die Cousine von Yıldız Tilbe.

## Diskografie

### Alben
- 1998: Gelincik
- 2000: Gece Nemi
- 2002: Göçebe
- 2003: Aldanırım
- 2005: Nazar Boncuğum
- 2006: Ihlamurlar Altında (Wiederveröffentlichung von Nazar Boncuğum)
- 2009: Ömrüm Senindir
- 2012: Aşk Yağmurları
- 2018: Konu Sen Olunca

### Singles (Auswahl)
- 1998: Uykum Firari
- 2005: Sensiz Olamam
- 2006: Ihlamurlar Altında
- 2009: Büyük İnsan
- 2009: Ben Değilim
- 2012: Özlemedin Mi
- 2016: İstanbul Sokakları

## Auszeichnungen
- 2007: Altın Kelebek Award in der Kategorie Beste Fantezi-Musikerin

## Belege
1. ↑  http://www.hurriyet.com.tr/cumartesi/4481166.asp

| Personendaten    | Personendaten       |
| ---------------- | ------------------- |
| NAME             | İntizar             |
| KURZBESCHREIBUNG | türkische Musikerin |
| GEBURTSDATUM     | 24. November 1974   |
| GEBURTSORT       | Tunceli             |